# Europeiska unionens yttre åtgärder

Europeiska unionen i världen.

Europeiska unionens yttre åtgärder är ett samlingsnamn för de åtgärder som Europeiska unionen kan vidta i internationella sammanhang (till exempel gentemot tredjeländer och andra aktörer i omvärlden), i enlighet med bestämmelserna i dess fördrag.
Enligt artikel 21.1 i fördraget om Europeiska unionen ska unionens yttre åtgärder ”utgå från de principer som har legat till grund för dess egen tillblivelse, utveckling och utvidgning och som den strävar efter att föra fram i resten av världen”, däribland demokrati, rättsstaten, de mänskliga rättigheternas och grundläggande friheternas universalitet och odelbarhet, respekt för människors värde, jämlikhet och solidaritet samt respekt för principerna i FN-stadgan och i folkrätten.
Sedan Lissabonfördraget trädde i kraft den 1 december 2009 består de yttre åtgärderna av följande sex delar:
- Den gemensamma utrikes- och säkerhetspolitiken, inbegripet unionens restriktiva åtgärder (”sanktioner”)

Den gemensamma utrikes- och säkerhetspolitik omfattar alla utrikespolitiska områden. Till skillnad från andra befogenhetsområden bedrivs den helt på mellanstatlig basis och beslut fattas i regel av Europeiska unionens råd med enhällighet på förslag av den höga representanten för utrikes frågor och säkerhetspolitik och medlemsstaterna. EU-domstolen saknar behörighet inom den gemensamma utrikes- och säkerhetspolitiken, utom vad gäller att granska lagenligheten av beslut om restriktiva åtgärder mot fysiska eller juridiska personer.
- Den gemensamma handelspolitiken

Den gemensamma handelspolitiken är ett exklusivt befogenhetsområde för unionen, och syftar till att bidra till ”en harmonisk utveckling av världshandeln, en gradvis avveckling av restriktionerna i den internationella handeln och i utländska direktinvesteringar samt en sänkning av tullmurarna och andra åtgärder”. Lagstiftningsakter antas av Europaparlamentet och Europeiska unionens råd i enlighet med det ordinarie lagstiftningsförfarandet på förslag av Europeiska kommissionen.
- Europeiska unionens politik för utvecklingssamarbete och humanitärt bistånd

Inom utvecklingssamarbete och humanitärt bistånd har unionen möjlighet att lagstifta och anta rättsligt bindande akter, men det får inte hindra medlemsstaterna från att utöva sina befogenheter. Lagstiftningsakter antas av Europaparlamentet och Europeiska unionens råd i enlighet med det ordinarie lagstiftningsförfarandet på förslag av Europeiska kommissionen.
- Europeiska unionens internationella avtal

Unionen har möjlighet att ingå internationella avtal med ett eller flera tredjeländer eller internationella organisationer, i de fall som unionens fördrag tillåter. Sådana avtal ingås enligt ett särskilt förfarande som finns fastställt i artikel 218 i fördraget om Europeiska unionens funktionssätt.
- Europeiska unionens förbindelser med internationella organisationer och tredjeländer

Unionen upprätthåller förbindelser med bland annat Förenta nationerna (FN) och dess fackorgan, Europarådet, Organisationen för säkerhet och samarbete i Europa (OSSE) och Organisationen för ekonomiskt samarbete och utveckling (OECD) samt tredjeländer. Unionen representeras runt om i världen av sina delegationer, som fungerar som ambassader.
- Europeiska unionens solidaritetsklausul

En särskild solidaritetsklausul kan aktiveras om en medlemsstat utsätts för en terroristattack eller drabbas av en naturkatastrof eller en katastrof som orsakas av människor.
Rådet för utrikes frågor ansvarar för att utforma unionens yttre åtgärder enligt strategiska riktlinjer som Europeiska rådet fastställer och säkerställa samstämmigheten i unionens åtgärder. Den höga representanten för utrikes frågor och säkerhetspolitik ansvarar för att leda den gemensamma utrikes- och säkerhetspolitiken, och för att samordna de olika delarna av unionens yttre åtgärder inom Europeiska kommissionen. Till sitt stöd har den höga representanten Europeiska utrikestjänsten.